# Mesquita da Luz

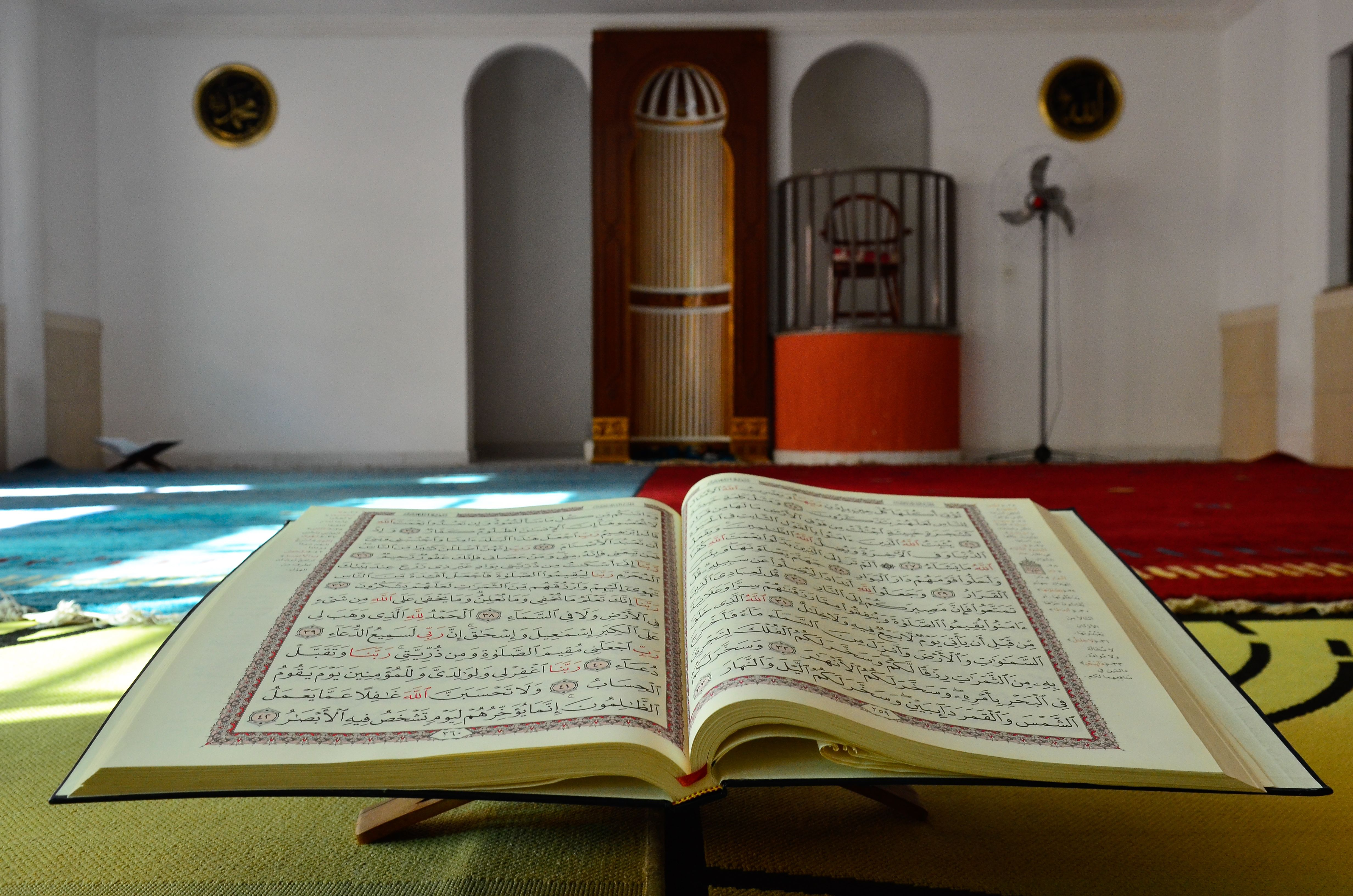
Exemplar do Alcorão, livro sagrado do Islã, na Mesquita da Luz (Fernando Frazão/Agência Brasil)

A Mesquita da Luz, oficialmente chamada Sociedade Beneficente Muçulmana do Rio de Janeiro (SBMRJ) é um templo muçulmano criado em 1951 no Rio de Janeiro.

## Histórico
A SBMRJ foi fundada por imigrantes sírios e libaneses. Até 2007, as reuniões aconteciam num prédio comercial no Centro do Rio. Em 2008, quando a comunidade muçulmana no Rio de Janeiro reunia mais de 500 pessoas, foi inaugurado o atual templo na Tijuca.